# Loïc Caradec
Loïc Caradec (Paris, 1948 — desaparecido em 1986) foi um velejador francês que desapareceu em 1986 durante a Route du Rhum. A velejadora Florence Arthaud, que também participava da competição, desviou sua rota para procurá-lo, mas só encontrou o seu veleiro, o Royale II, capotado.
Em 1964, Caradec ganhou a primeira edição da Transat Québec-Saint-Malo. Em sua homenagem, a travessia do Atlântico Norte à vela passou a chamar-se Troféu Loïc Caradec.